# Marian Kegel
Marian Kegel (* 25. Mai 1945 in Poznań; † 19. September 1972 ebenda) war ein polnischer Radrennfahrer und nationaler Meister im Radsport.

## Sportliche Laufbahn
Seinen ersten Einsatz für die polnische Nationalmannschaft hatte er 1964 in Frankreich beim Grand Prix de l’Humanité, den er als Dritter beendete. Neben Straßenradsport war er auch im Bahnradsport aktiv und fuhr auch Querfeldeinrennen (u. a. belegte er den dritten Platz bei der polnischen Meisterschaft 1964 hinter dem Sieger und Spezialisten Czeslaw Polewiak). 1966 wurde er polnischer Meister im Mannschaftszeitfahren. Mehrfach gewann er zudem Medaillen bei den polnischen Meisterschaften im Straßenrennen, im Mannschaftszeitfahren, im Bergfahren, im Querfeldeinrennen sowie in der Einerverfolgung auf der Bahn. Bei den SKDA-Meisterschaften im Radsport 1966 gewann er das Punktefahren.
1968 war er Teilnehmer der Olympischen Sommerspiele in Mexiko-Stadt. Dort belegte er im olympischen Straßenrennen beim Sieg von Pierfranco Vianelli den 10. Platz, mit der polnischen Mannschaft wurde er Sechster im Mannschaftszeitfahren.  Ein Jahr später wurde er 17. im Einzelrennen bei den Straßenradsport-Weltmeisterschaften, das von Leif Mortensen gewonnen wurde. 1965 war er Neunter geworden.
Viermal startete er bei der Internationalen Friedensfahrt, der 12. Rang 1967 war sein bestes Resultat in der Gesamteinzelwertung.